# Álvaro Caminha
Álvaro Caminha  fue un explorador portugués. Caminha inició, en 1493, la colonización de las islas de Santo Tomé y Príncipe, descubiertas por sus compatriotas João de Santarém y Pedro Escobar en 1470.
Antes de la colonización de Caminha, las islas estaban deshabitadas y esta la realizó con judíos sefardíes exiliados de España. En 1493 se produjo la colonización de Santo Tomé y en 1500 obtuvo un acuerdo similar para la colonización de Príncipe.
- Datos: Q2024123